# Isla del Hombre Muerto

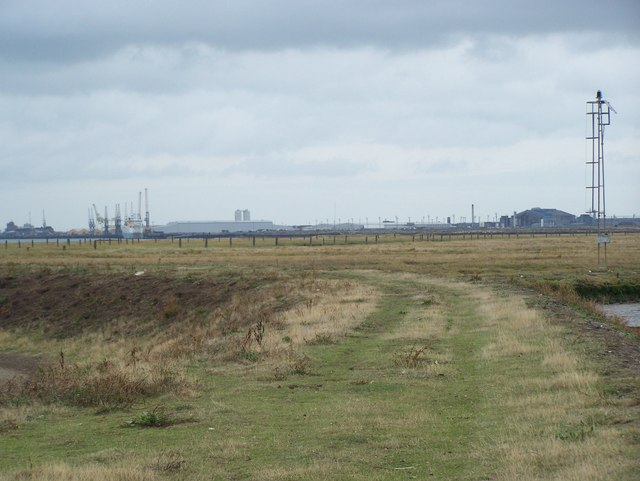
La isla del hombre muerto y el marcador del canal

Isla del Hombre Muerto (en inglés: Deadman's Island) es una pequeña isla en el estuario del río Medway en Kent, Reino Unido cerca de donde fluye el canal The Swale en el Medway. Es un área plana y elevada de marismas de alrededor de 1200 m de largo y 200 m de ancho entre los bancos de arena de las mareas en el lado sur del estuario, y separada del continente británico de Chetney Marshes por un estrecho canal conocido como Shepherd's Creek. La ciudad de Queenborough se encuentra alrededor de 1 km al este a través del canal West Swale. La isla está atravesada por varios canales de marea estrechos, lo que significa que durante la marea alta la isla se divide en varias islas más pequeñas.
La isla se compone principalmente de bancos de barro y está deshabitada. Propiedad de Natural England, se alquila a dos personas y también es un Sitio de especial interés científico (SEIC) debido a su importancia como lugar de anidación y reproducción de aves.
En 2016 se encontraron los restos de más de 200 humanos en la isla. Se cree que los restos son de hombres y niños que murieron de alguna enfermedad a bordo de los barco prisión, que consistían en cárceles flotantes que estaban amarradas en la zona hace unos 200 años. Originalmente enterrado en ataúdes de madera bajo dos metros de lodo, la erosión costera y el aumento del nivel del mar han lavado el lodo para exponer los restos en épocas de marea baja. La isla está marcada con postes de madera a lo largo de ella, aunque probablemente estos sean para ayudar a identificar la isla y evitar la erosión, no son marcadores de tumbas como a veces se afirma.